# Morella parvifolia
El laurel de cera (Morella parvifolia) es una especie de la familia Myricaceae, nativa de los Andes, que se encuentra en Colombia, Ecuador, Perú y Venezuela, entre los 2.000 y 4.000 m de altitud.

## Descripción
Alcanza hasta 15 m de altura. Tronco de hasta 30 cm de diámetro. Hojas elípticas o estrechamente elípticas, de 3 a 6 cm de longitud, glabras, que se agrupan en su totalidad o en ocasiones en forma de sierra y luego sólo en la distal 1/3; color verde con diminutas glándulas amarillas aromáticas. Flores verdes a amarillas, estaminales con 2 brácteas secundarias ovoides o romboides; brácteas secundarias en las flores pistiladas 3 a 4. Frutos en pequeñas cápsulas de color grisáceo que crecen apretadas contra las ramas y están completamente cubiertos de cera.

## Usos
La cera que recubre los frutos se usa industrialmente para fabricar barnices y betunes y tradicionalmente para fabricar velas. Las hojas se usan para condimentar carnes.